# Steve Beck
Pour les articles homonymes, voir Beck.
Steve Beck est un réalisateur et directeur des effets spéciaux américain.

## Filmographie

### Réalisateur
- 2001 : 13 Fantômes (Thir13en Ghosts)
- 2002 : Le Vaisseau de l'angoisse (Ghost Ship)

### Effets spéciaux
- 1989 : Indiana Jones et la Dernière Croisade (Indiana Jones and the Last Crusade) de Steven Spielberg
- 1989 : Abyss (The Abyss) de James Cameron
- 1990 : À la poursuite d'Octobre rouge (The Hunt for Red October) de John McTiernan